# مارینا روکو
مارینا روکو (ایتالیایی: Marina Rocco؛ ۱۴ ژانویهٔ ۱۹۷۹) بازیگر سینما و تلویزیون اهل ایتالیا است.
از فیلم‌ها یا مجموعه‌های تلویزیونی که وی در آن‌ها نقش داشته‌است، می‌توان به داستان خانواده، والس، راهنمای عشق ۳، تقدیم به رم با عشق، نمی‌توانی به‌تنهایی خود را نجات دهی، زن‌ها دیوانه‌ام می‌کنند و مادربزرگ رو بذار توی فریزر اشاره نمود.